# Viktoria Ratingen
Der FC Viktoria 04 Ratingen war ein Fußballverein englischer Arbeiter in der nordrhein-westfälischen Gemeinde Ratingen in der Nähe von Düsseldorf.

## Geschichte
Als englische Unternehmer 1903 in Ratingen die Keramik-Fabrik „Twyfordsche Werke“ – Vorläufer der heute noch bestehenden Firma Keramag – gründeten, brachten sie zahlreiche Facharbeiter von der Insel mit. Diese spielten nicht nur in ihrer Freizeit unter sich Fußball, sondern gründeten (wahrscheinlich) im Frühjahr 1904 mit dem FC Viktoria 04 Ratingen auch einen Verein, der dem Rheinisch-Westfälischen Spiel-Verband – später Westdeutscher Spiel-Verband – beitrat, und sich an dessen Spielbetrieb beteiligte.
In der Spielzeit 1905/06 nahmen die Ratinger Engländer erstmals am westdeutschen Meisterschaftsbetrieb teil und sicherten sich in der 1. Klasse des II. Bezirks, der den Raum Düsseldorf/M.Gladbach umfasste, gleich die Meisterschaft vor etablierten Teams wie FC München-Gladbach, Düsseldorfer FC 99 oder dem Crefelder FC 95. Bei der Verbandsmeisterschaft gab es allerdings einen Rückschlag, als man lediglich den dritten Platz belegte. Allerdings fanden nur die beiden Spiele gegen den Duisburger SpV statt, die 0:9 (in Duisburg) und 0:1 (in Ratingen) aus Ratinger Sicht endeten. Die Vergleiche mit dem Cölner FC 1899 wurden jeweils für die Kölner als gewonnen gewertet, die mit dem SuS Schalke 96 wurden für beide Vereine als verloren gewertet. Über die Gründe ist nichts mehr bekannt.
Das war auch schon fast das Ende der Fußballherrlichkeit der Ratinger Engländer, die ihre Spiele auf einer großen Wiese an der Düsseldorfer Straße austrugen: Ihre besten Spieler wurden vom Düsseldorfer FC 99 „abgeworben“, der im Folgejahr prompt die Westdeutsche Meisterschaft gewann. Viktoria Ratingen konnte derart geschwächt die Saison 1906/07 nicht zu Ende spielen und löste sich 1907 auf.